# Yaqut al-Hamawí
Yaqut ibn Abd-Al·lah al-Hamawí ar-Rumí (àrab: ياقوت بن عبد الله الحموي الرومي, Yāqūt b. ʿAbd Allāh al-Ḥamawī ar-Rūmī), més conegut simplement com a Yaqut al-Hamawí o Yaqut ar-Rumí (vers 1179 – Alep, 12 d'agost de 1229), fou un historiador i geògraf musulmà d'origen sirià, famós pels seus escrits enciclopèdics sobre el món islàmic. Havia estat esclau, d'aquí que usés la nisba ar-Rumí, ‘el Romà’, pel seu origen romà d'Orient. Per fer oblidar la seva condició d'esclau, va adoptar una genealogia àrab i va prendre el nom de Xihab-ad-Din Abu-Abd-Al·lah Yaqut ibn Abd-Al·lah al-Hamawí (àrab: شهاب الدين أبو عبد الله ياقوت بن عبد الله الحموي, Xihāb ad-Dīn Abū ʿAbd Allāh Yāqūt b. ʿAbd Allāh al-Ḥamawī), essent al-Hamawí la nisba pròpia d'una persona d'Hama.

## Biografia
Yaqut era un infant de pocs anys, grec romà d'Orient, que fou venut com a esclau a algú que es va traslladar a Bagdad (quan el nen tenia uns 6 anys), on fou comprat per un comerciant analfabet, Àskar ibn Abi-Nasr al-Hamawí, que el va fer estudiar per ajudar-lo en els seus afers.
Va fer nombrosos viatges comercials per al seu amo, entre aquests, diversos viatges a l'illa de Kays (quatre viatges) i a Diyar Bakr i Síria (dos viatges). El 1200 fou alliberat i despatxat, però després l'amo, que va morir el 1209, el va contractar de nou. Yaqut, però, ja estava treballant com a copista de documents, i entre el 1200 i el 1206 hauria copiat uns 300 documents. El 1210/1213 va viatjar a Síria, Tabriz i Ardabil; el 1214, a Alep; el 1215 i 1216, a Egipte i Síria; el 1216 i 1217, a Khorasan (Nixapur, Merv i Herat); el 1219, altre cop al Khurasan (Nixapur, Herat, Balkh i Merv; allargant el viatge fins a Coràsmia (Urgendj); el 1220 va fugir de Coràsmia i va anar a Mossul i a Alep (1221); el 1227 va anar d'Alep a Damasc, Jerusalem i Egipte i va retornar a Alep. Va poder accedir a biblioteques que després foren destruïdes pels mongols.

## Obres
- معجم البلدان, Muʿjam al-buldān, ‘Diccionari dels països’ (1220-1224)
- معجم الأدباء, Muʿjam al-udabāʾ, ‘Diccionari d'escriptors’(1226)
- المشترك وضعاً من أسماء البلدان والمختلف صقعاً من الأقاليم, Al-muxtarak waḍʿan min asmāʾ al-buldān wa-l-muẖtalaf ṣaqʿan min al-aqālīm